# Earl Ritchie Suttie
Earl Ritchie Suttie CBE DSO, kanadski general, * 26. februar 1909, † 25. januar 1979.

## Življenjepis
Med drugo svetovno vojno je bil poveljnik kraljeve kanadske artilerije 2. armadne skupine (1944), poveljnik artilerije 3. kanadske pehotne divizije (1944-45) in poveljnik kraljeve kanadske artilerije 1. armadne skupine (1945).
Po vojni je najbolj znan po vodenju t. i. Suttiejeve komisije (Suttie Commission), ki je bila zadolžena za pripravo priporočil za povojno reorganizacijo kanadske kopenske milice (Canadian Army Militia).